# Elaphria cephalica
Elaphria cephalica är en fjärilsart som beskrevs av Butler 1891. Elaphria cephalica ingår i släktet Elaphria och familjen nattflyn. Inga underarter finns listade i Catalogue of Life.